# Sanjay Gandhi

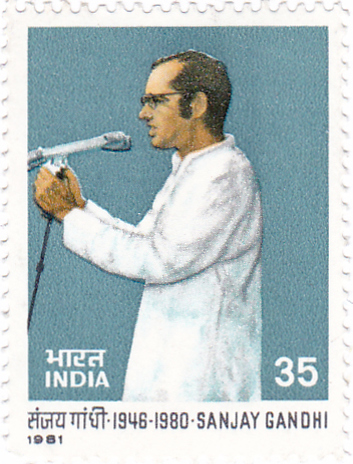
Sanjay Gandhi auf einer indischen Briefmarke

Sanjay Gandhi (Hindi: संजय गांधी; * 14. Dezember 1946 in Neu-Delhi, Delhi; † 23. Juni 1980 in Neu-Delhi) war ein indischer Politiker und ist der jüngere Sohn von Feroze und Indira Gandhi. Während des Ausnahmezustands in Indien 1975–1977 war er politisch einflussreich und umstritten. Im Jahr 1980 wurde er ins indische Parlament gewählt.

## Leben
Sanjay Gandhi ging ebenso wie sein älteren Bruder Rajiv in Dehradun und England zur Schule. Ein College besuchte er danach nicht. Während Rajiv später einer eigenen Karriere als Pilot nachging, blieb Sanjay seiner verwitweten Mutter Indira nahe und übte zunehmend auch politisch Einfluss – sowohl in eigener Person als auch mittels seiner Mutter – aus.

### Maruti-Projekt
Als 1971 die Produktion eines „Volksautos“ für die indische Mittelklasse beschlossen wurde – Indien hatte eine staatlich gelenkte Volkswirtschaft – wurde Sanjay Gandhi exklusiv mit dessen Entwicklung und Produktion beauftragt und wurde erster Managing Director der eigens dafür gegründeten Firma Maruti. Die öffentliche Kritik an diesem Vorgehen traf Indira Gandhi, wurde jedoch durch den Bangladesch-Krieg abgelenkt. Die Fahrzeugproduktion begann zu Lebzeiten Sanjays allerdings nicht mehr.

### Während des Ausnahmezustands
Im Jahr 1975 verhängte Indira Gandhi als Reaktion auf oppositionelle Proteste und Streiks gegen ihre Politik den Ausnahmezustand über Indien. Die anstehenden Wahlen wurden verschoben, das Kriegsrecht eingeführt, die Pressefreiheit und Verfassungsrechte eingeschränkt, um die nationale Sicherheit zu gewährleisten. Nicht von der Kongresspartei geführte Landesregierungen wurden entlassen und der betreffende Bundesstaat der Government's rule unterstellt.
Während dieser Zeit der politischen Unruhen war Sanjay Gandhi ein wichtiger Ratgeber seiner Mutter Indira. Seinen Einfluss übte er auch auf Mitglieder der Notstandsregierung aus, obwohl er weder ein offizielles Amt bekleidete, noch in eine entsprechende Position gewählt war. Der spätere Ministerpräsident Inder Kumar Gujral trat als Minister for Information and Broadcasting zurück, als Sanjay sich in seine Amtsgeschäfte mischte und versuchte Anweisungen zu geben.
1976 begann Sanjay Gandhi seine Ideen für wirtschaftliche und soziale Umgestaltungen in die Praxis umzusetzen. Er ließ Slums in Delhi räumen und die Bewohner gewaltsam aus der Stadt entfernen. Im Rahmen seiner Wirtschaftsentwicklungsmaßnahmen entstand die Stadt Noida.
Sanjay hatte die Vorstellung, das Bevölkerungswachstum durch Programme der Familienplanung zu kontrollieren. Männer mit zwei Kindern oder mehr sollten sich einer freiwilligen Vasektomie unterziehen. Im Zuge des Programmes soll es jedoch zu Zwangssterilisationen gekommen sein, weshalb das Familienplanungsprogramm noch heute in Indien heftig kritisiert wird und eine allgemein ablehnende Haltung gegenüber derartigen staatlichen Programmen besteht.

### Nach dem Ausnahmezustand
Nachdem Indira Gandhi 1977 den Ausnahmezustand aufgehoben und die verspätet abgehaltenen Wahlen verloren hatte, schlug Sanjay ihr vergeblich eine erneute Ausrufung des Notstands vor. Als Charan Singh, der Innenminister der neuen Regierung der Janata Party, Indira und Sanjay Gandhi verhaften ließ, veröffentlichten Tageszeitungen Anschuldigungen von Zwangssterilisationen, Folter und Morden gegen Sanjay. Wegen Mangel an Beweisen wurden beide jedoch schon bald wieder freigelassen.
Die Janata-Regierung verlor an Ansehen, da sie die Probleme des Landes nicht zu lösen vermochte und Indira Gandhi siegte bei den Wahlen 1980. Sanjay Gandhi gewann in seinem Wahlkreis in Uttar Pradesh und wurde erstmals für die Kongresspartei ins indische Parlament gewählt.

## Tod
Sanjay Gandhi starb beim Absturz eines von ihm selbst gesteuerten Flugzeugs am 23. Juni 1980 in der Nähe des Safdarjung Airport in Neu-Delhi.

## Familie
Sanjay Gandhi ist der jüngere Sohn von Feroze und Indira Gandhi. Mit seiner panjabischen Frau Maneka Gandhi hatte er einen Sohn, Varun Gandhi. Beide sind politisch bei der BJP engagiert. Sanjays Bruder Rajiv Gandhi folgte seiner Mutter im Amt des indischen Ministerpräsidenten.